# Oncocnemis atricollaris
Oncocnemis atricollaris là một loài bướm đêm trong họ Noctuidae.